# ほだれ祭

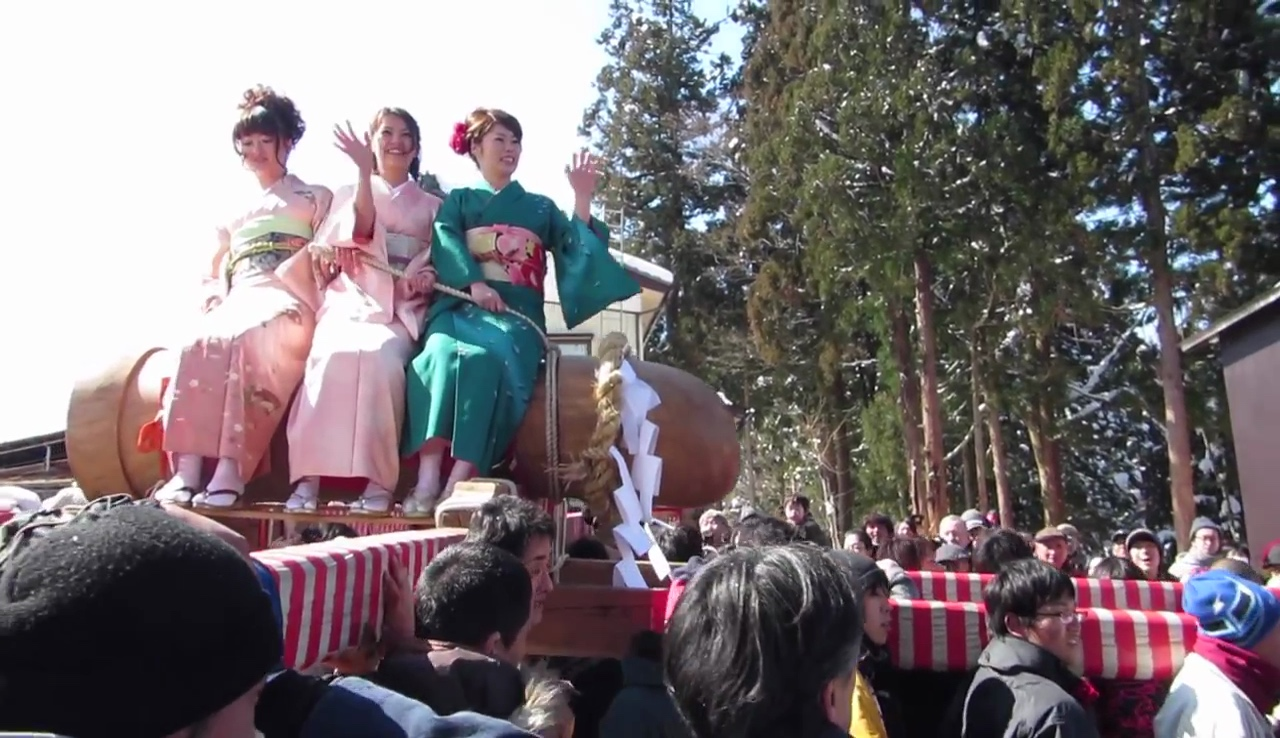
ほだれ祭（2014年）

ほだれ祭（ほだれまつり）は、新潟県長岡市来伝（栃尾地域下来伝地区）にある「ほだれ大神」で行われる祭。過疎化の進む地域の活性化のために、江戸時代にあったと言われる祭を原型にして、地元青年団が1979年ごろに始め、2024年現在で45回を数える。

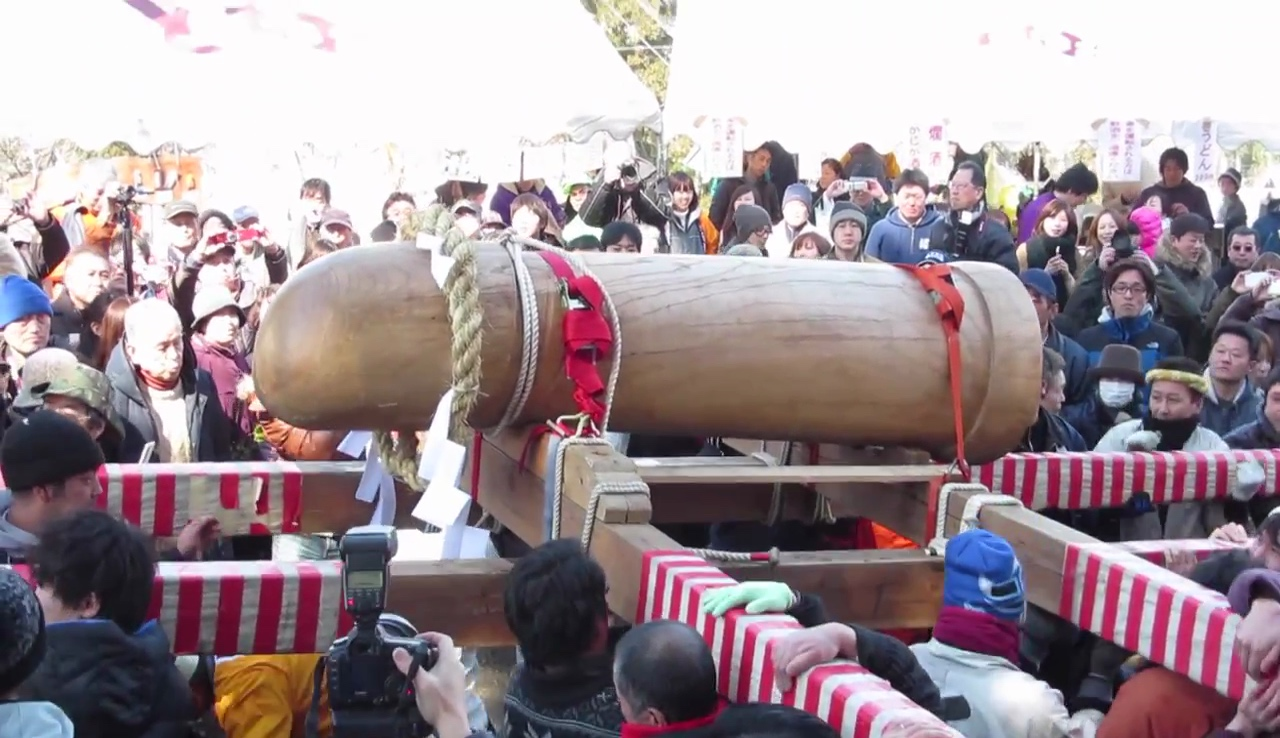
ほだれ祭のご神体

毎年3月第2日曜日に開催。新婚1年未満の女性が、高さ2.2メートル、重さ約600キログラムと日本一巨大な男根形の道祖神である神体に跨り、これを神輿として担ぎ地区内を練り歩く内容から、「越後の奇祭」との別名を持つ。

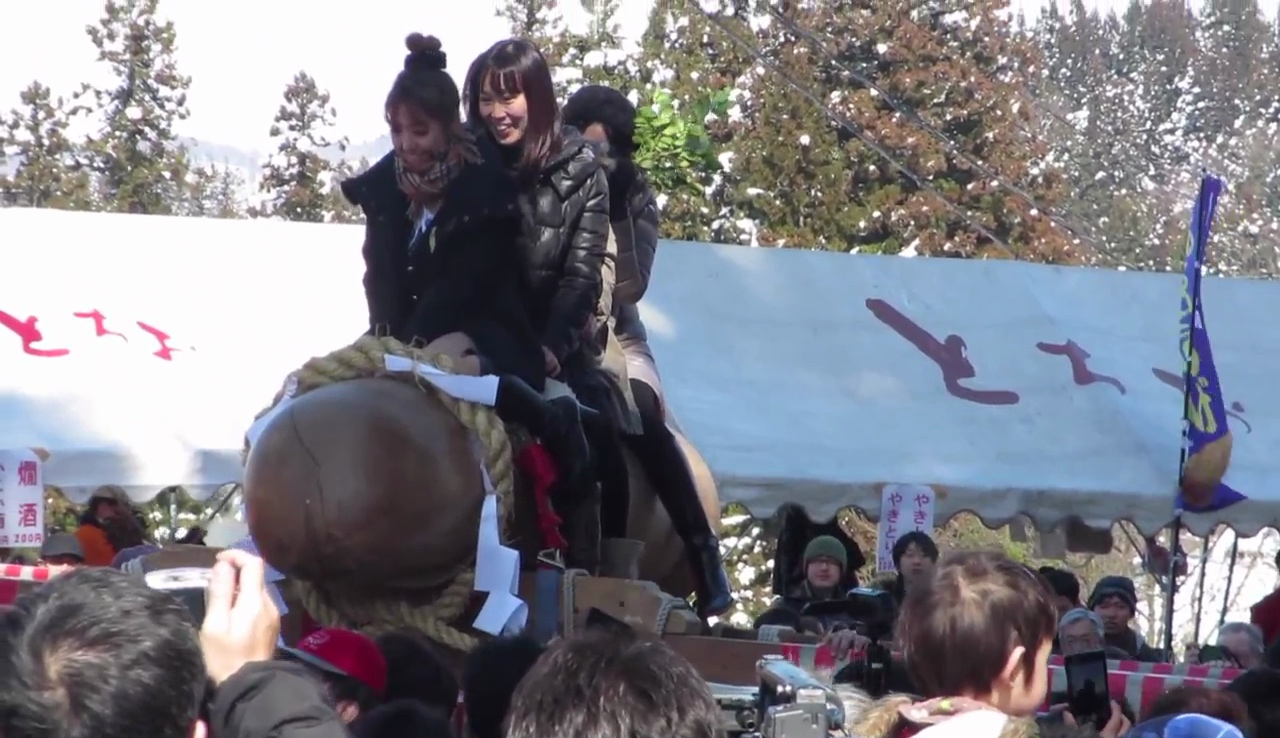
ほだれ祭（2014年）

「子宝」、「安産」、「縁結び」、「五穀豊穣」、「商売繁盛」、「家内安全」を祈願している。近年では噂が噂を呼び、地区外のみならず日本国外からも多くの観光客が訪れる祭となっている。
「ほだれ」とは「穂垂れ」、つまり稲穂が実り頭が垂れ下がる状態のことを意味している。